# スキャットマン (曲)
「スキャットマン」（英語: Scatman (Ski-Ba-Bop-Ba-Dop-Bop)）は、スキャットマン・ジョンの楽曲である。ジョンのデビュー・シングルであり、1stアルバム『スキャットマンズ・ワールド』にも収録された。
この楽曲の特徴であるスキャットは自身の持つ言語障害、吃音症を転換した物であり、その歌詞は「吃音症の子供たちが逆境に負けないように」という彼の思いが込められている。それと同時に政治批判の側面も持つといった今後の彼の楽曲に見られる特徴を備えている。
また、歌詞の一節「While you're still sleepin', the saints are still weepin' 'cause Things you call dead haven't yet had the chance to be born（君が寝ている間にも聖者はすすり泣いているのは君がチャンスが生まれる前からそれを死んでいると決めつけるからだ）」は、ジョンがジャズピアニスト時代に作詞・作曲した「The Misfit」(Clark Woodard & Joe Farrell（1985年）/John Larkin（1986年）収録）からそのまま引用されている。
この曲の全体のテーマは「誰でも吃る」という事であり、頻繁に出てくる吃音という単語も、言葉を始め、それが行動に現れる人や、性格がそのような人。つまりみんな問題を抱えているという事を歌いたかったと全国言友会連絡協議会とのインタビューで彼は語っている。
発表当初はさほど勢いの無かったこの曲だが、後に多くのラジオ番組に取り上げられ遂には世界各国でヒットチャートに入るようになり、多くの国のランキングで一位になり、特にヨーロッパを始め、オーストラリア、日本での人気が高かった。日本のオリコン洋楽シングルチャートでは1995年8月14日付から通算2週1位を獲得した。1996年にはエコー賞のドイツ楽曲賞を受賞した。

## 背景
事の始まりは、ジョンの妻ジュディがジョンが仕事をしていたホテルのロビーで、エージェントのマンフレッド・ザリンガーに一本のカセットテープを渡したことがきっかけである。彼は帰りの車中でそのテープを流した、するとそこから流れてくる今までに無い斬新なサウンドに驚いた。そのテープにはジョンのスキャットソングが収められていたのである。すぐに車中からジョンとジュディに電話をし、ある提案をする。それはジョンのスキャットをテクノあるいはヒップホップと融合させてみてはどうか、というものであった。ジョン自身はその案に懐疑的であったが、同じアイデアを持ちかけられたBMGはこれを受理した。しかしジョンは曲を聴いた人々に「単にどもっているだけ」と受け止められることを内心、非常に恐れていた。悩むジョンに対し妻ジュディは、「あなた自身の『そのこと』を、 曲の中で直接伝えればいいじゃない」と助言した。
こうしてインゴ・カイズとトニー・カターニャのプロデュースにより、レコーディングが始まった。レコーディングには6時間もの時間を費やし、この曲は完成した。

## 評価
ビルボード誌は、この曲を「斬新で躍動する音色」と称し、この曲が「めまいを起こすほどのユーロNRGの音」を持ち、ジョンについては「舌をすばやく動かすことで、耳を弾ませる効果が出ている。」と評価した。
エンターテインメント・ウィークリー誌はこの曲を「このシンセ・ポップは斬新さを定義する。ジョンは3分20秒間スキャットをすることで発話障碍から開放される。心地よく、忘れられない、ラジオに優しい綿毛である。」と評した。

## ミュージック・ビデオ
モノクロで撮影され、沢山の人が次々と登場して歌とダンスと演奏を行っている。この時ジョンは自慢の帽子を被っていなかった。

## 収録曲
CD maxi
1. "Scatman (Basic-Radio)" – 3:30
2. "Scatman (Jazz-Level)" – 3:41
3. "Scatman (Second-Level)" – 5:40
4. "Scatman (Third-Level)" – 5:46
5. "Scatman (Game-Over-Jazz)" – 5:03

CD maxi 2
1. "Scatman (New Radio Edit)" – 3:21
2. "Scatman (Pech Remix)" – 4:55
  - Remixed By: Pech

3. "Scatman (Arena di Verona Mix)" – 6:04
4. "Scatman (Extended Radio Version)" – 5:11

## チャート成績

### 週間チャート
| チャート (1995年)                                 | 最高位 |
| ------------------------------------------------- | ------ |
| オーストラリア (ARIA)                             | 8      |
| オーストリア (Ö3 Austria Top 40)                  | 1      |
| ベルギー (Ultratop 50 Flanders)                   | 1      |
| ベルギー (Ultratop 50 Wallonia)                   | 1      |
| カナダ トップシングルス (RPM)                     | 84     |
| カナダ ダンス/アーバン (RPM)                      | 1      |
| デンマーク (Tracklisten)                          | 1      |
| ヨーロッパ (Eurochart Hot 100)                    | 1      |
| フィンランド (Suomen virallinen lista)            | 1      |
| フランス (SNEP)                                   | 1      |
| ドイツ (GfK Entertainment charts)                 | 2      |
| ギリシャ (Pop + Rock)                             | 1      |
| アイスランド (Íslenski Listinn Topp 40)           | 20     |
| アイルランド (IRMA)                               | 1      |
| イタリア (Musica e dischi)                        | 3      |
| 日本 (オリコン)                                   | 36     |
| 日本 洋楽 (オリコン)                              | 1      |
| オランダ (Dutch Top 40)                           | 2      |
| オランダ (Single Top 100)                         | 2      |
| ニュージーランド (RIANZ)                          | 39     |
| ノルウェー (VG-lista)                             | 1      |
| ポーランド (LP3)                                  | 11     |
| スペイン (AFYVE)                                  | 1      |
| スペイン (Los 40 Principales)                     | 1      |
| スウェーデン (Sverigetopplistan)                  | 1      |
| スイス (Schweizer Hitparade)                      | 1      |
| UK シングルス (OCC)                               | 3      |
| UK Dance (Official Charts Company)                | 9      |
| US Billboard Hot 100                              | 60     |
| US Hot Dance Club Play (Billboard)                | 10     |
| US Hot Dance Music/Maxi-Singles Sales (Billboard) | 15     |
| US Rhythmic Top 40 (Billboard)                    | 40     |
| US Top 40 Mainstream (Billboard)                  | 40     |
| US Cash Box                                       | 62     |

### 年間チャート
| チャート (1995年)                | 順位 |
| -------------------------------- | ---- |
| オーストラリア (ARIA)            | 38   |
| オーストリア (Ö3 Austria Top 40) | 8    |
| ベルギー (Ultratop Flanders)     | 7    |
| ベルギー (Ultratop Wallonia)     | 3    |
| Canada Dance (RPM)               | 1    |
| オランダ (Dutch Top 40           | 11   |
| オランダ (Singles Top 100)       | 23   |
| ヨーロッパ (Eurochart Hot 100)   | 2    |
| フランス (SNEP)                  | 3    |
| ドイツ (Official German Charts)  | 5    |
| ノルウェー (VG-lista)            | 7    |
| スウェーデン (Sverigetopplistan) | 23   |
| スイス (Schweizer Hitparade)     | 4    |

## 認定
| 国/地域                                                                                  | 認定     | 認定/売上数 |
| ---------------------------------------------------------------------------------------- | -------- | ----------- |
| オーストラリア (ARIA)                                                                    | Gold     | 35,000^     |
| オーストリア (IFPI Austria)                                                              | Gold     | 25,000*     |
| ベルギー (BEA)                                                                           | Platinum | 50,000*     |
| フランス (SNEP)                                                                          | Platinum | 500,000*    |
| ドイツ (BVMI)                                                                            | Platinum | 500,000^    |
| イタリア (FIMI)                                                                          | Platinum | 100,000     |
| ノルウェー (IFPI Norway)                                                                 | Gold     |             |
| スイス (IFPI Switzerland)                                                                | Gold     | 25,000^     |
| イギリス (BPI)                                                                           | Gold     | 400,000     |
| * 認定のみに基づく売上数 · ^ 認定のみに基づく出荷枚数 · 認定のみに基づく売上数と再生回数 |          |             |